# Анел Ахмедхоџић
Анел Ахмедхоџић (Малме, 26. март 1999) је босанскохерцеговачки фудбалер који тренутно наступа за Фејенорд. Игра на позицији одбрамбеног играча.

## Успеси
Малме
- Прва лига Шведске (2) : 2020,[8] 2021.[9]
- Куп Шведске: (финале: 2019/20)[10]

Појединачни
- Најбољи одбрамбени играч Прве лиге Шведске: 2020.[11]
- Најбољи млади играч Прве лиге Шведске: 2020.[12]
- Идеални тим Чемпионшипа: 2022/23.[13]
- ПФА идеални тим  Чемпионшипа: 2022/23.[14]